# Scopula insincera
Scopula insincera là một loài bướm đêm trong họ Geometridae.